# Apache Druid
Apache Druid — программное обеспечение с открытым исходным кодом, СУБД реального времени со столбцовым хранением , разрабатываемое в рамках проектов Apache Software Foundation.
Интегрирована с системами Apache по управлению данными - Hadoop, Kafka и др.

## История
Разработка начата в 2011 году (авторы - Эрик Четтер / Eric Tschetter, Фанжин Йенг/Fangjin Yang, Джан Мерлино/Gian Merlino и Вадим Огиветский/Vadim Ogievetsky) для решения аналитических задач в компании Metamarkets. 
Исходный код открыт под лицензией GPL license в октябре 2012 и переведен на лицензию Apache License в феврале 2015.